# Мицини
Мицини (пол. Mycyny, нім. Meitzen) — село в Польщі, у гміні Ольштинек Ольштинського повіту Вармінсько-Мазурського воєводства.
Населення — 64 особи (2011).
У 1975-1998 роках село належало до Ольштинського воєводства.

## Демографія
Демографічна структура станом на 31 березня 2011 року:
|          | Загалом | Допрацездатний вік | Працездатний вік | Постпрацездатний вік |
| -------- | ------- | ------------------ | ---------------- | -------------------- |
| Чоловіки | 32      | 7                  | 24               | 1                    |
| Жінки    | 32      | 6                  | 24               | 2                    |
| Разом    | 64      | 13                 | 48               | 3                    |